# Viorel Morariu
Viorel Morariu (ur. 18 października 1931 w Cuciulata, zm. 23 maja 2017) – rumuński rugbysta, reprezentant kraju, uważany za najlepszego zawodnika swego pokolenia, następnie trener i działacz sportowy, wielokrotny mistrz kraju.

## Życiorys
Pierwszy kontakt z rugby miał w 1944 roku, grać zaczął natomiast w stołecznym klubie Grivița Roșie trzy lata później, gdy podjął naukę w Liceul „Dimitrie Cantemir”. Do seniorskiego zespołu dostał się w roku 1950 i w kolejnych latach – w których klub dominował w rumuńskich rozgrywkach – łączył pracę zawodową z karierą sportową. W 1958 roku został także trenerem drużyny, którym, po zakończeniu kariery zawodniczej w 1964 roku, pozostał do roku 1987. Jako gracz, trener i działacz Grivița Roșie, z którym związany był przez czterdzieści lat, dwunastokrotnie zdobył mistrzostwo Rumunii oraz cztery puchary kraju. Zespół osiągał sukcesy również na arenie międzynarodowej – w 1962 roku uległ w finale Klubowego Pucharu Europy francuskiemu AS Béziers Hérault, a dwa lata później zdobył to trofeum w meczu z Stade Montois.
W latach 1951–1964 rozegrał czterdzieści pięć międzynarodowych spotkań w barwach rumuńskiej reprezentacji, z czego dwadzieścia dwa stanowiły testmecze. Brał udział w przełomowym tournee po Anglii i Walii, gdzie został pierwszym rumuńskim graczem, który zdobył przyłożenie na Twickenham. W 1958 roku został jej kapitanem i rolę tę pełnił – z jedną tylko porażką w czternastu testmeczach – do zakończenia reprezentacyjnej kariery w roku 1964. Podczas jego kadencji kadra przez cztery lata nie doznała porażki w meczach z Francją – zaliczając po dwa domowe zwycięstwa i wyjazdowe remisy – triumf z roku 1960 był jednocześnie pierwszą w historii rumuńskiego rugby wygraną nad jedną z najlepszych drużyn świata. W latach 1965–-1967 był trenerem kadry, prowadząc ją do zwycięstwa w połowie z dziesięciu rozegranych w tym okresie testmeczów.
W 1977 roku został menedżerem narodowej reprezentacji, którą w kolejnym piętnastoleciu wyjeżdżał na tournée na Wyspy Brytyjskie i do Nowej Zelandii. Pełnił funkcję wiceprezesa (1973-1987), a następnie prezesa FRR (1990-1998), wiceprezesem FIRA-AER był natomiast przez czternaście lat, począwszy od roku 1990. We władzach światowego związku zasiadał w latach 1995-1999, oficjelem będąc także podczas Pucharów Świata w 1995 i 1999. Za zasługi dla rumuńskiego i europejskiego rugby w 2012 roku podczas gali IRB Awards otrzymał Vernon Pugh Award for Distinguished Service.
Jego syn, Octavian Morariu, był reprezentantem Rumunii w rugby, a następnie działaczem sportowym, m.in. prezesem Federațiă Română de Rugby, Rugby Europe, Rumuńskiego Komitetu Olimpijskiego i Sportu oraz członkiem MKOl.